# 多氏豚属
多氏豚属（学名：Dolgopolis）是恒河豚总科下的一个属。

## 下属物种
本属包括以下物种：
- 无齿多氏豚 Dolgopolis kinchikafiforo Viglino, Gaetán, Cuitiño & Buono, 2020，分布于南大西洋西部（阿根廷丘布特省）